# Synagoge (Kaniw)

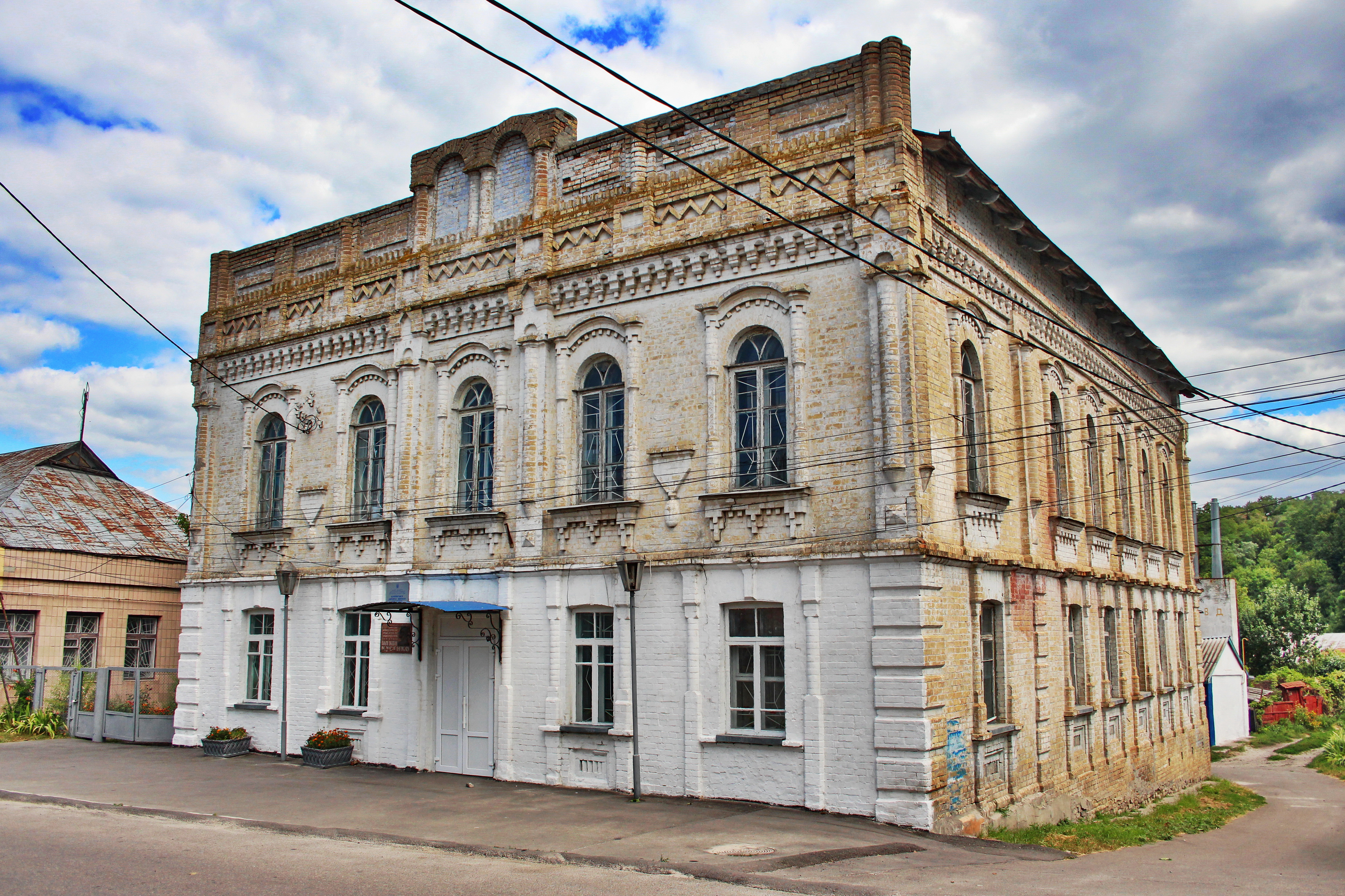
Die Synagoge in Kaniw im Jahr 2020

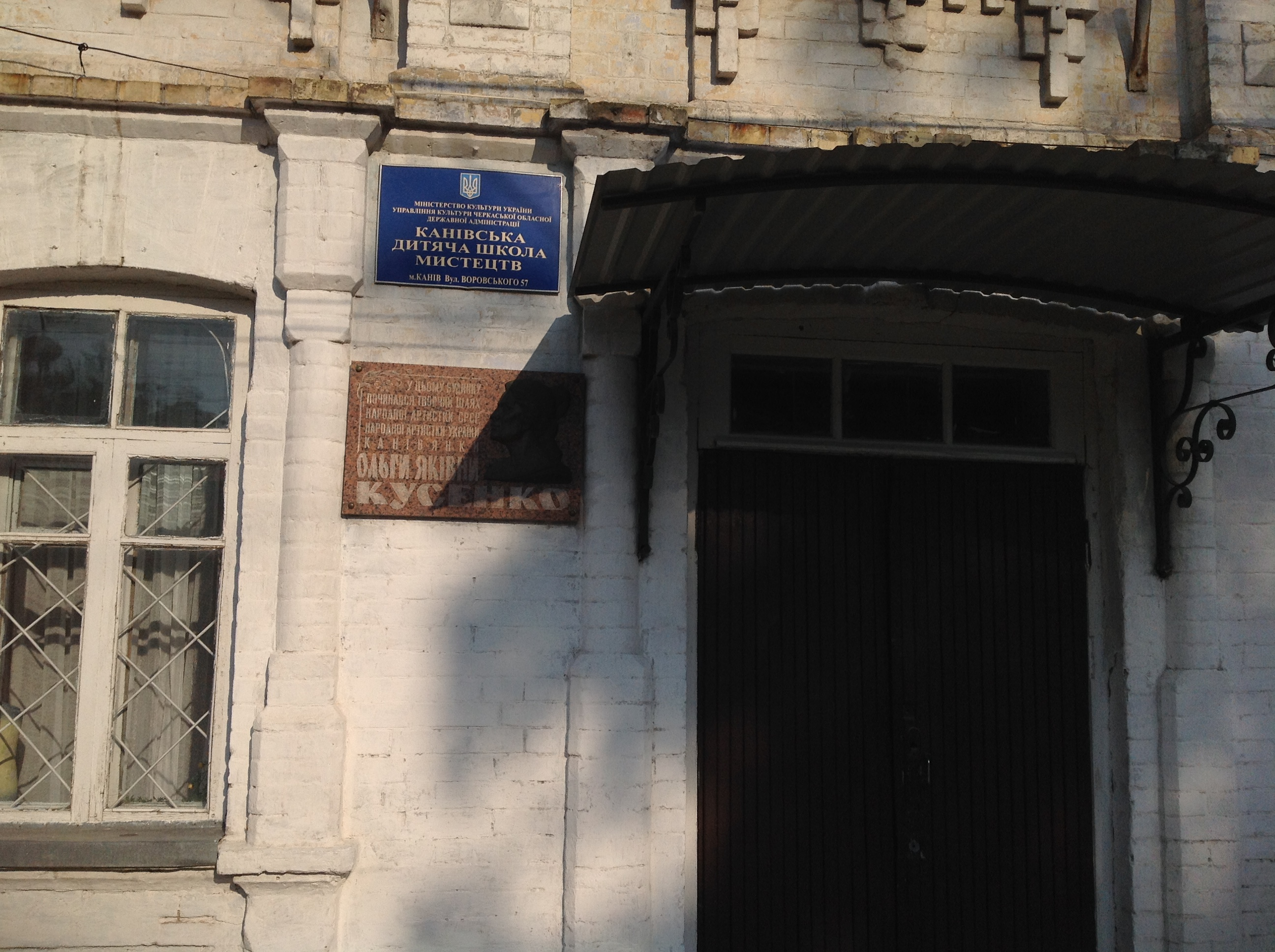
Gedenktafeln neben dem Eingang

Die Synagoge in Kaniw, einer Stadt in der zentralukrainischen Oblast Tscherkassy am rechten Ufer des Flusses Dnepr, wurde 1908 an der Stelle eines Vorgängerbaus, einer Holzsynagoge, errichtet. Die profanierte Synagoge an der Worowskyj-Straße Nr. 51 ist ein geschütztes Kulturdenkmal.
Die Synagoge wurde 1930 vom russischen Staat geschlossen und danach wurde eine Schule darin eingerichtet. Nach dem Zweiten Weltkrieg befand sich in der Synagoge eine Musikschule.
In den 1990er Jahren konnte die Jüdische Gemeinde Kaniw das ihr wieder angebotene Synagogengebäude nicht übernehmen, da sie den Unterhalt nicht finanzieren konnte. Für die alte Synagoge bekam die jüdische Gemeinde ein kleineres Gebäude in der Nähe.